# Killamarsh
Killamarsh est une ville du North East Derbyshire en Angleterre.

## Personnalités liées à la ville
- Millie Bright (1993-), footballeuse qui joue défenseur à Chelsea et en équipe d'Angleterre, y est née.